# Nuberu (mitología)
Los nuberos/us, nubleros, ñuberos, nubeiros o renuveros son unos personajes presentes en la mitología asturiana, cántabra, norte de León y gallega (principalmente en las zonas limítrofes con Asturias de Fonsagrada y Navia de Suarna, pero también en el centro de Galicia) a los que se atribuye la capacidad de controlar el tiempo atmosférico, especialmente las nubes y las precipitaciones.
Se les considera generalmente seres malignos. Su apariencia varía en función de la región, pero casi siempre se describen como seres antropomorfos, envejecidos, extremadamente feos, de tez oscura, con boca y orejas grandes y barba poblada. Sus ojos hundidos lucen como brasas rojas. Habitualmente visten traje de pieles y sombrero negro de anchas alas.
Los nuberos guardan un gran paralelismo con el Entiznáu de la mitología extremeña, si bien este difiere de aquellos en su descomunal tamaño.

## Tradición asturiana
En Asturias es representado como un hombre alto (según Aurelio del Llano, no para otros) de aspecto envejecido, grisácea barba, ancha boca, vestimenta oscura (de pieles, normalmente) y un gran sombrero picudo de ala ancha. Se le considera feo, diciéndose de forma popular que se es más feu qu'el nuberu. También existe otro dicho sobre los lugares de aspecto tenebroso que hace referencia al carácter malévolo que se le atribuye en Asturias: tien cara de nuberu.
Asimismo se les llama por otros nombres. En Somiedo, Cangas del Narcea, Tineo, San Antolín de Ibias y para los vaqueiros de alzada se le conoce como renubeiru y se le describe como un hombre chamuscado que frecuenta a las brujas. Los vaqueiros los conocen como escolares, siendo un escolar un aprendiz de brujo que aspira a convertirse en nuberu y que es de pequeña estatura.
Algunos estudiosos relacionan al nuberu con el dios germano Thor o Donar, en cuanto a que una de las muchas atribuciones de este es la de dirigir las tormentas, y al igual que el nuberu viaja en un carro arrastrado por lobos. Sin embargo, muchas de las descripciones retratan al nuberu asturiano como tuerto, lo que le relaciona con el también germano Odín. Igualmente existen muchos paralelismos con el Entiznáu de la mitología hurdana, con el que comparte incluso rasgos de su indumentaria.

### Xuan Cabritu
En Asturias, otro de los nombres que otorga la tradición al nuberu es el de Xuan Cabritu. Según se cuenta, vive con su mujer e hijos en lo alto de una montaña en una ciudad cubierta de nubes, y cuando sale de allí es para descargar tormentas y aguaceros sobre la gente. Algunos autores sitúan su casa en las cumbres entre Asturias y León, en una casa de tierra.
También existen versiones del cuento que sitúan su vivienda en lugares lejanos como Egipto. Pero no existe constancia de la presencia de mercaderes fenicios en Asturias como para llegar a esta conclusión, así que pudiera tratarse del resultado de la tendencia de la época sobre la que advertía Menéndez Pidal de orientalizar mitos pertenecientes en realidad a las tradiciones celta o germánica.
En esta versión, un labrador de Taja acoge al nuberu una noche en su casa. Por la mañana al despedirse del mozo, le dice la rima mencionada que le insta a preguntar por Xuan Cabritu si alguna vez va a Egipto.
Pasado un tiempo el labrador parte a las cruzadas y deja a su mujer en casa. Después de caer prisionero de los moros y lograr escapar, sube a la cumbre de una montaña llena de niebla donde encuentra un pueblo y pide refugio a una mujer. Esta acepta esconderlo, ya que al no estar su marido en casa cree que al llegar este matará al mozo. Sin embargo, cuando vuelve el dueño de la casa, huele al cristianizu y hace que se presente ante él. Cuando le dice que procede de Taja, el nuberu, que no era otro, le pregunta si recuerda a un viajero que durmió una noche en el pueblo. El labrador le responde la fórmula que entonces le dijo el nuberu y este le dice que va a devolverle el favor que entonces le prestó: resulta que la mujer del asturiano, creyéndolo muerto, va a casarse al día siguiente. El nuberu se compromete a llevarle antes de la boda a su pueblo si le facilita un terreno sobre el que descargar sus nubes en Taja. El labrador acepta, y el nuberu le lleva hasta la iglesia de Taja. Allí se encuentra con su mujer, que le reconoce gracias a una marca que tiene en el pecho (pues está muy desfigurado), y la boda se suspende.

## Tradición cántabra
En Cantabria la tradición los describe como geniecillos traviesos y ladinos, de aspecto diminuto, cuerpo orondo y cara pérfida, montados siempre en plomizas nubes. 
Se les tiene temor por los destrozos que producen en los pueblos y a ellos se les atribuyen las temidas noches de aguaceros y tempestades. Es por ello que durante las horas de oscuridad los lugareños encienden cirios y hacen tañir las campanas para ahuyentarlos.
Al contrario que a los ventolines, los pescadores temen a los nuberos porque les culpan de las terribles galernas del Cantábrico, que les hacen regresar apresuradamente a puerto, donde les esperan las preocupadas gentes.

## Tradición gallega
En las fronteras gallegas con Asturias los nubeiros tienen la apariencia de un hombre de pequeño tamaño, con el cuerpo cubierto de pelo y un rabo largo y retorcido. Se desplazan subidos en grandes nubes y son los responsables de las tormentas de veranos y otros muchos estragos. Para evitar sus maldades los lugareños hacen tañir las campanas o recurren al párroco para que conjure.
En otras partes el nubeiru es un gigante fuerte cubierto de pieles generalmente negras. Está asociado a las tormentas, truenos y relámpagos, a la niebla y en menor medida a los aludes. Sale por las mañanas de las herrerías para cabalgar los cielos provocando tormentas y lanzar rayos y vuelve a media noche con unos cuantas culebras y lagartos. En ocasiones baja a la tierra para ver el resultado de sus hazañas o para pedir asilo en alguna casa o cabaña tras perder alguna nube.